# Abenteurer auf der Lucky Lady
Abenteurer auf der Lucky Lady (Originaltitel Lucky Lady) ist eine US-amerikanische Filmkomödie von Regisseur Stanley Donen aus dem Jahr 1975.

## Handlung
Kibby Womack lebt in der Zeit der Prohibition vom Alkoholschmuggel aus Mexiko. Dazu benutzt er sein Boot, die Lucky Lady. Walker Ellis und die Sängerin Claire sind seine Komplizen.
Das Trio kämpft gegen den Gangster McTeague, der keine Konkurrenz duldet. Das Boot wird von einem gepanzerten Boot McTeagues verfolgt, es kommt zu einer Schießerei. Womack und Ellis werfen auf die Verfolger Alkoholflaschen mit angezündeten Lunten, bis das Boot der Gangster verbrannt wird. Genauso Kibby wie auch Walker verlieben sich in Claire und versuchen, sie zu gewinnen.
Es kommt zu der entscheidenden Schlacht in einer Bucht, in der Womack und seine Freunde die Gangster um McTeague besiegen. Die Sieger schmuggeln später Alkohol auf einem Boot, das den Booten der Küstenwache ähnelt.

## Hintergrund
Der Film wurde von Februar bis Juli 1975 im mexikanischen Guaymas gedreht. Die Dreharbeiten verliefen angespannt, weil das Wetter und technische Probleme das Produktionsbudget in die Höhe trieben. Für den Film wurden mehrere Boote und Schiffe gesprengt und andere Spezialeffekte aufgeboten.

## Rezeption
Der Film war ein kommerzieller Flop und wurde von Kritikern mittelmäßig bis schlecht bewertet, Liza Minnelli erfuhr für ihre Rolle aber Lob. Die Newsweek resümierte, Minnelli sei „eine geborene Künstlerin und ein natürlicher Star“ und „besser als in Cabaret“, zeige eine „stärkere, sicherere, witzigere, aussagekräftigere Leistung, ohne die Qualität ihrer sehnsuchtsvollen Lebendigkeit aufzugeben. […] Minnelli erschafft eine der rein erfreulichsten weiblichen Figuren seit Jahren.“ Der Film ermögliche ihr laut TV Guide „eine glänzende Gelegenheit [ihre] überwältigenden Talente unter Beweis zu stellen“ und die New York Daily News schwärmte, Minnelli, die „das beste Paar Beine seit Marlene Dietrich“ zeige, spreche „mit der Stimme von Mae West“, aber habe „die Verletzlichkeit eines Straßenkindes, der kein Publikum widerstehen kann“.
Das Lexikon des internationalen Films bewertete: „Mäßig amüsante Gaunerkomödie mit einigen übertriebenen Härten.“
Adolf Heinzlmeier und Berndt Schulz in Lexikon Filme im Fernsehen: „Die flotte Dreiecksgeschichte bleibt trotz Starbesetzung recht blaß. (Wertung: 1½ Sterne = mäßig)“

## Auszeichnungen
Liza Minnelli wurde 1976 für den Golden Globe Award nominiert.

## Sonstiges
Die mit einem Budget von etwa 13 Millionen US-Dollar gedrehte Komödie brachte in den US-Kinos etwa 12 Millionen US-Dollar ein.